# Excalibur (historieta)
Excalibur es una agrupación de superhéroes perteneciente al universo Marvel. La agrupación se forma tras dar por muertos a los X-Men, debido a los acontecimientos durante la saga “la Caída de los Mutantes. Su base de operaciones fue el Reino Unido. Poco a poco, el grupo fue transformándose en la versión europea de los X-Men. Tras una serie de aventuras, el grupo se traslada a la Isla Muir (Escocia).
El equipo original desaparece en el año 1998. En el año 2004, surge un nuevo título llamado Excalibur, que no guarda relación con el equipo original. La base de operaciones de esta equipo fue la Isla de Genosha. Finalmente, en el año 2005, el formato original del equipo regresó con el nombre de New Excalibur ("Nuevo Excalibur").

## Antecedentes ficticios

### Primer equipo
El primer equipo de Excalibur fue creado por Chris Claremont y Alan Davis y apareció por primera vez en Excalibur: The Sword is Drawn # 1, en 1987. El equipo original integró muchos conceptos del cómic británico de Marvel Captain Britain.
Cuando los X-Men son dados por muertos en su batalla en Dallas contra el demonio Adversario, tres de sus integrantes, que estaban inactivos, cayeron en una profunda depresión y decidieron emigrar hacia Inglaterra en busca de nuevas vidas. Ellos fueron:
- Rondador Nocturno/Nightcrawler (Kurt Wagner): El mutante-demonio de origen alemán. Contaba con el privilegio de ser el más experimentado del grupo por su labor con los X-Men. Tiempo después, cuando Brian Braddock se ausentó del equipo, Nightcrawler asumió el mando del mismo.
- Kitty Pryde (Katherine Pryde): La integrante más joven de los X-Men terminó por convertirse en uno de los miembros más experimentados del nuevo equipo.
- Lockheed: Este simpático dragón alienígena de la raza Flock pasó de ser la mascota de los X-Men a ser la mascota del nuevo equipo.

Una vez que llegaron a Inglaterra, estos tres personajes unieron fuerzas con otros tres para conformar al equipo:
- Fénix II (Rachel Summers): Rachel se había unido brevemente a los X-Men después de llegar de su línea temporal alternativa. Sin embargo, poco después fue secuestrada por la hechicera extradimensional Espiral, que por órdenes de su líder, Mojo, la trasladó al Mojoverso.
- Capitán Britania (Brian Braddock): El campeón enmascarado de Inglaterra por fin encontró aliados que le ayudaran en su difícil misión de proteger las islas británicas, encomendada por Merlyn.
- Meggan: Esta hada mística se alió al equipo al ser la pareja y compañera inseparable de Capitán Britania.

Estos seis personajes unieron fuerzas por primera vez, precisamente para rescatar a Fénix de las garras de Mojo, quien envió una invasión de sus "Lobos Asesinos", Gate Trascher y Technet, a Inglaterra. Al ver lo bien que pudieron repeler la amenaza, decidieron formar un nuevo equipo.
Con el paso del tiempo, el equipo agregó varios nuevos miembros:
- Feron: Un guerrero místico (con apariencia de elfo), que alguna vez fue también el huésped de la Fuerza Fénix.
- Kylun (Collin McKay): Un guerrero místico encerrado en el cuerpo de un niño.
- Widget: Un robot, que no es otra cosa que la Kitty Pryde de la línea temporal de Fénix ahora encerrada en un cuerpo robótico. Ella y Kylun formaron un vínculo muy particular.
- Cerise: Una alienígena Shi'ar rebelde. Cerise se enamoró de Rondador Nocturno.
- Micromax (Scott Wright): Un agente secreto de RCX, una división de espionaje similar a S.H.I.E.L.D..

Con la integración de estos personajes no-mutantes, Excalibur ganó una reputación de equipo sui-generis, lo que lo distinguió de los otros grupos-X, con los cuales poco a poco dejó de tener vínculos tan estrechos. En esta primera etapa, el equipo se enfrentó amenazas cósmicas de la talla de Galactus, y enemigos locales como Gate Trascher, Technet, los Lobos Asesinos, la Crazy Gang, Necrom, el Anti-Fénix y Khaos.
En una transición discordante, Captain Britania se perdió fuera del panel, Meggan de repente cayó en estado catatónico al perder al Capitán, y los nuevos miembros (Feron, Kylun, Cerise, Widget y Micromax), fueron despachados sumariamente. Además, el tono de la serie cambió: de un cómic alegre y divertido pasó a ser una serie más sombría y deprimente. Marvel estacionó al equipo en la ficticia Isla Muir, en la costa de Escocia, y empató a la serie con la familia X-Men, desechando la mayoría de los elementos relacionados con el Captain Britania por completo. Ante las protestas, Meggan también regresó, y el equipo contó con dos integrantes más:
- Douglock: Warlock, antiguo integrante de los Nuevos Mutantes, regresó con el nombre de "Douglock", tomando la firma genética del desaparecido "nuevo mutante" Doug Ramsey.
- Daytripper/Viajera Diurna (Amanda Sefton / Jimaine Szardos): La hija de la Reina de los Gitanos, Margali Szardos, se unió al equipo como interés romántico de Rondador Nocturno.

En 1994, el escritor Warren Ellis asumió el mando del equipo y, con su oscuro sentido del humor, ayudó al cómic a ganar su propia voz una vez más. Las revisiones efectuadas en su momento incluían nuevos miembros:
- Pete Wisdom: Un agente de la agencia secreta Aire Negro. Un tipo cínico y sarcástico, que ganó popularidad como interés romántico de Kitty Pryde.
- Wolfsbane/Loba Venenosa (Rahne Sinclair): La "mujer-lobo" dejó X-Factor principalmente por la presencia de Douglock en esta agrupación.
- Coloso (Peter Rasputin): El veterano x-man regresó a los caminos superheroicos tras un breve paso con los Acólitos, el equipo de seguidores de Magneto.

Ellis dejó al equipo en 1996, y Ben Raab lo sustituyó, pero no logró encontrar una voz para la serie. Las ventas cayeron y Marvel canceló la serie, de forma parcial. Rondador Nocturno, Kitty Pryde y Coloso volvieron con los X-Men. La serie terminó con la boda de Meggan y Capitán Britania.

#### Excalibur: Sword of Power
En el año 2001, Excalibur regresó brevemente. El despertar de la computadora viviente conocida como "Mastermind", provocó que el Capitán Britania y Meggan reclutaran a un nuevo equipo:
- Psylocke/Mariposa Mental (Elizabeth Braddock): La hermana gemela del Capitán, dejó brevemente a los X-Men para auxiliar a su hermano en la batalla.
- Black Knight/Caballero Negro (Dane Withman): El legendario superhéroe dejó a los Vengadores para acudir al llamado de auxilio.
- Capitán U.K. (Linda MacQuillan): La vieja socia de Britania, y miembro de las CORPS de Merlyn.
- Crusader X: Otro miembro de las CORPS.
- Sir Benedict: Un ser mitad humano, mitad dragón.

Este equipo enfrentó y venció con éxito a Mastermind, para luego desintegrarse.

### Segundo equipo
En 2004, Marvel Comics lanzó una nueva serie titulada Excalibur. Esta se enfocó en los esfuerzos del Profesor Charles Xavier y Magneto para reconstruir la devastada nación mutante de Genosha. Aparte del nombre y el escritor (Claremont), no tiene ninguna conexión con el anterior título. Fue creado por Chris Claremont y Aaron Lopresti. Apareció por primera vez en Excalibur vol. 2 # 1, en junio de 2004.
Los miembros del reparto incluyen:
- Profesor X (Charles Xavier): Xavier decide abandonar a los X-Men para tratar de reconstruir Genosha, pues siente culpa por la destrucción de la isla a manos de su "gemela", Cassandra Nova.
- Magneto (Max Eisenhardt): Magneto aparece vivo en el primer tomo. Sobrevivió a la masacre de Genosha, y además, demostró no ser el impostor que destruyó gran parte de Nueva York (quien resultó ser Xorn).
- Callisto: La antigua líder de los Morlocks reapareció con un nuevo look: brazos de tentáculos, cortesía de Masque.
- Wicked: Joven superviviente de la masacre, con un look gótico.
- Freakshow : Otro joven superviviente, con la habilidad de transformarse en una criatura monstruosa.
- Shola Inkosi: Joven originario de Genosha. El apareció antes como compañero de escuela de Kitty Pryde en la serie Mekanix.

Entre las dificultades encontradas por el equipo, se encuentran los ataque de la Bestia Oscura, Sugar-Man y los Weaponeers del Club Fuego Infernal, dirigidos por Víper y Sat-Yr-9, que fueron derrotados con la ayuda de Arcángel y Husk.
El equipo llegó a su fin durante el inicio de la serie Dinastía de M, cuando Xavier y Magneto centran sus esfuerzos en la rehabilitación de Wanda Maximoff. Irónicamente, las aventuras de los X-Men durante Dinastía de M, tuvieron mucho en común con el original Excalibur: historias alegres por Chris Claremont, arte colorido por Alan Davis y Mark Farmer, y personajes como Rondador Nocturno y Rachel Summers, e incluso un cameo del Capitán Britania.
Muchos integrantes del segundo Excalibur, de Genosha, serían vistos más adelante en la serie Son of M, protagonizada por Quicksilver.

### Nuevo Excalibur
New Excalibur, fue lanzado en noviembre de 2005. Esta nueva encarnación del grupo fue escrita de nuevo por Claremont. New Excalibur, tiene más en común con la serie original, pues cuenta con Captain Britania y Pete Wisdom como personajes principales y se lleva a cabo en Londres. El equipo se conforma por:
- Capitán Britania (Brian Braddock): Britania regresa a la acción luego de la pérdida de su esposa, Meggan durante los eventos de Dinastía de M.
- Pete Wisdom: Wisdom conserva sus poderes tras el "Día-M", y es el quien convence a Britania de reformar al equipo.
- Dazzler (Alison Blaire): La estrella de la música mutante, regresa después de varios años de ausencia. Dazzler intenta retomar su carrera como cantante en Londres.
- Juggernaut (Caín Marko): El otrora supervillano, regresa después de haber estado un periodo en el Mojoverso. Su amistad con Nocturne motivó su estancia en el grupo.
- Nocturna (Talia Josephine Wagner): Originaria de otra dimensión, en ese mundo es la hija de Rondador Nocturno y la Bruja Escarlata. Nocturne fue miembro de los Exiles hasta que se quedó varada en nuestra dimensión y fue forzada a servir en la Hermandad de mutantes diabólicos, donde conoció a Juggernaut.

Las aventuras del equipo son prácticamente una continuación directa de las aventuras presentadas en Uncanny X-Men durante Dinastía de M. Curiosamente, Kitty Pryde, Rondador Nocturno, Fénix II y Lockheed hacen una breve aparición en el primer número. En su primera aventura, Capitán Britania llevó al equipo contra a un ataque de Corazón de León, Albion, y los Warwolves. Más tarde, el equipo se enfrentó a un ataque de Aire Negro y Black Tom Cassidy. Tom se rindió después de que Juggernaut le menospreció y lo hizo sentirse culpable por la muerte de Sammy Pare, un amigo de Juggernaut.
Finalmente, al equipo se integró otro miembro:
- Sage/Sabia (Tessa): Ella se alió al equipo luego de abandonar a los X-Men y su labor como vigilante de los nuevos miembros del Club Fuego Infernal. Apenas se unió al equipo, Sage tuvo un feroz enfrentamiento con el Rey Sombra en el Plano Astral.

Precisamente durante la batalla contra Rey Sombra, Excalibur contó con la ayuda de Psylocke. Por desgracia, como consecuencia de este combate, Psylocke quedó perdiad en otra dimensión (finalmente Psylocke será encontrada por los Exiles).
Poco más tarde, Juggernaut abandonará al equipo, tras retomar el poder de la Gema de Cyttorak para auxiliar a los X-Men en un ataque a la Mansión X de parte de Hulk.
Más tarde, Albion cuenta su historia a Corazón de León. Él es el Brian Braddock de otro mundo. Al encontrarse con otros suplentes, el comenzó a matar a CORPS, el ejército de Capitanes Britania. El forma su nuevo equipo, similar a Excalibur. Sage se infiltra como Diana Fox. Albion se las arregla para acabar con sus planes y Sage se subordina ante el completamente. Cuando Sage volvió a la normalidad, los dos Brian Braddocks se preparan para enfrentarse. Captain Britania derrota a Albion.

#### X-Men: Die by the Sword
Psylocke y Ave de Trueno, de los Exiles viajan a la Tierra para visitar a Capitán Britania y Nocturne durante la fiesta de la victoria de New Excalibur. Sin embargo, durante la reunión, son atacados por una villana llamada Rouge-Mort. Esto provoca una alianza entre Excalibur y los Exiles. Allí, Dazzler descubre que su esposo, Longshot, está vivo, pero no la recuerda. Nocturne felizmente se reencuentra con sus antiguos compañeros de equipo, mientras que Sage se considera la mejor opción para cuidar de Capitán Britania. Al combate se unen las CORPS, que sufren muchísimas perdidas. Rouge-Mort, ha herido gravemente a Roma. Todo se revela como un plan de Merlyn para derrocar a su hija Roma. Al final, Merlyn es derrotado por Psylocke. Sin embargo, esta victoria tiene un precio: Roma muere, no sin antes transferir su conocimiento en la mente de Sage. Nocturne regresa con los Exiles, mientras que Longshot, al recordar todo, decide quedarse con Dazzler. New Excalibur, ahora con sólo cuatro miembros, se disuelve después de la batalla final con Merlyn.

## Otras versiones

### Ultimate Excalibur
En esta línea temporal, Excalibur, es el nombre de una iniciativa de supersoldados europeos.

## En otros medios

### Cine
- Se anunció que Guy Ritchie se unió a un proyecto para la película de Excalibur, a partir de un guion escrito por Warren Ellis. Sin embargo, a pesar de la participación de Ellis, no había ninguna indicación explícita de que se tratara de una adaptación del cómic, y parece más probable que esto sea más bien una leyenda urbana.[18]

### Videojuegos
- Excalibur es mencionado en el juego Marvel Ultimate Alliance 2.